# Gran Telescopi Canàries

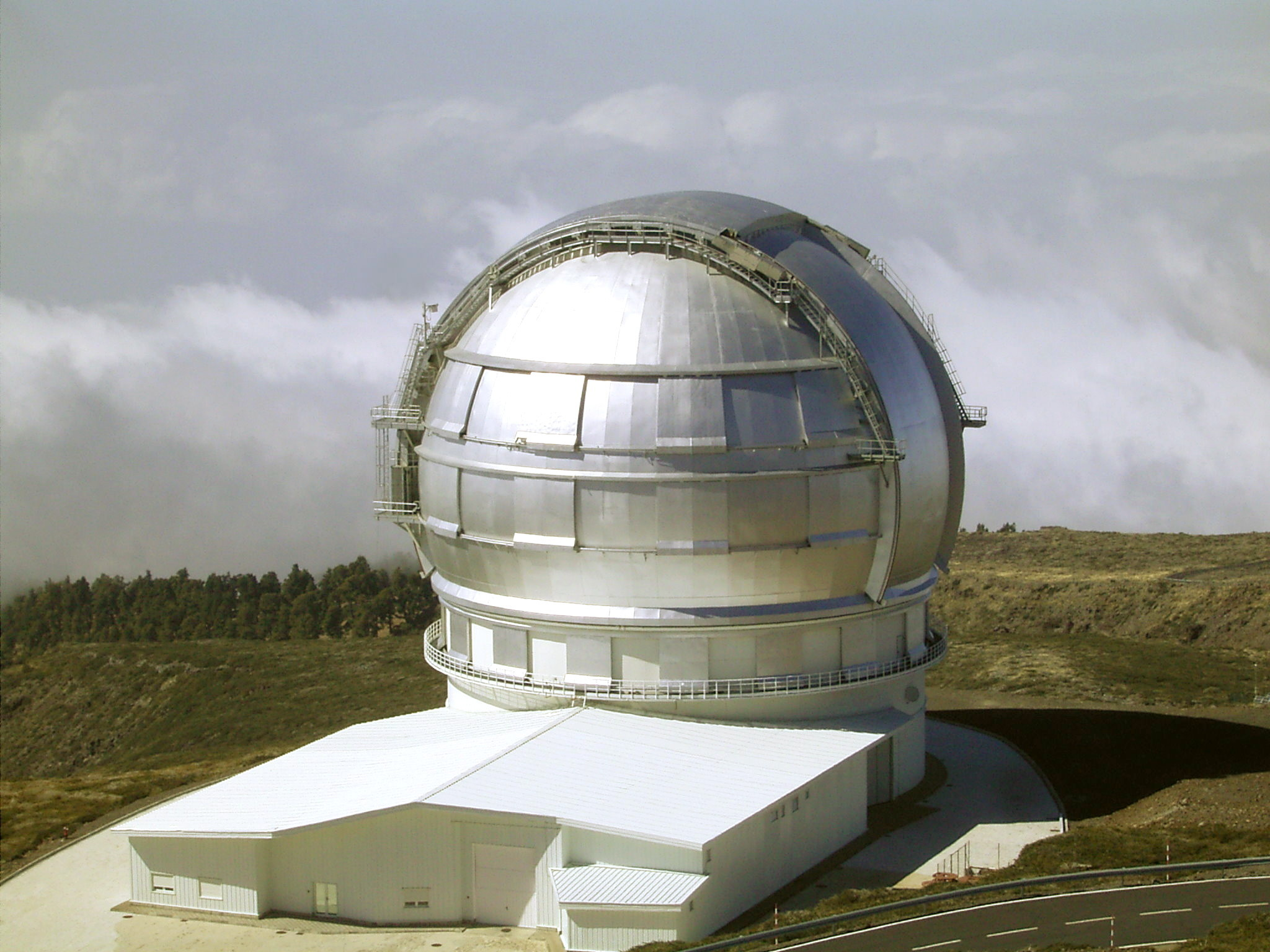
Observatori del Roque de los Muchachos, La Palma.

El Gran Telescopi Canàries (conegut també com a GTC o GRANTECAN), va ser un ambiciós projecte espanyol que va culminar amb la construcció del major telescopi òptic del món. Liderat per l'Institut d'Astrofísica de les Canàries, el telescopi va realitzar la primera llum oficial en la matinada del 13 al 14 de juliol de 2007 i ha començat la seva producció científica a principis del 2009. El 24 de juliol de 2009 va ser inaugurat oficialment pels Reis d'Espanya. Les obres van començar en l'any 2000 en l'Observatori del Roque de los Muchachos, La Palma. Aquestes instal·lacions, que es troben a 2.396 m d'altitud, juntament amb l'Observatori del Teide, constitueixen l'European Northern Observatory (E.N.O.). En aquest lloc es reuneixen condicions òptimes per a l'observació, a causa de la qualitat del cel i a l'existència d'una llei que ho protegeix.
El 1994 es va crear la societat anònima GRANTECAN, S.A. per al foment del projecte i la construcció del GTC. Aquesta empresa va ser impulsada pel govern autonòmic de les Canàries i el govern d'Espanya. El GTC té caràcter internacional, havent-se firmat acords per a la participació en el projecte de Mèxic, a través de l'Institut d'Astronomia de la Universitat Nacional Autònoma de Mèxic i de l'Institut Nacional d'Astrofísica, Òptica i Electrònica de Puebla, Mèxic. A més d'aquestes institucions també és soci d'aquest projecte l'Estats Units a través de la Universitat de Florida. La participació estrangera està limitada a un màxim d'un 30%.
Amb aquest telescopi es podrà conèixer més sobre els forats negres, els estels i galàxies més allunyades de l'Univers i les condicions inicials després del big-bang. S'espera que el telescopi realitzi importants avanços en tots els camps de l'astrofísica.

## Dades tècniques

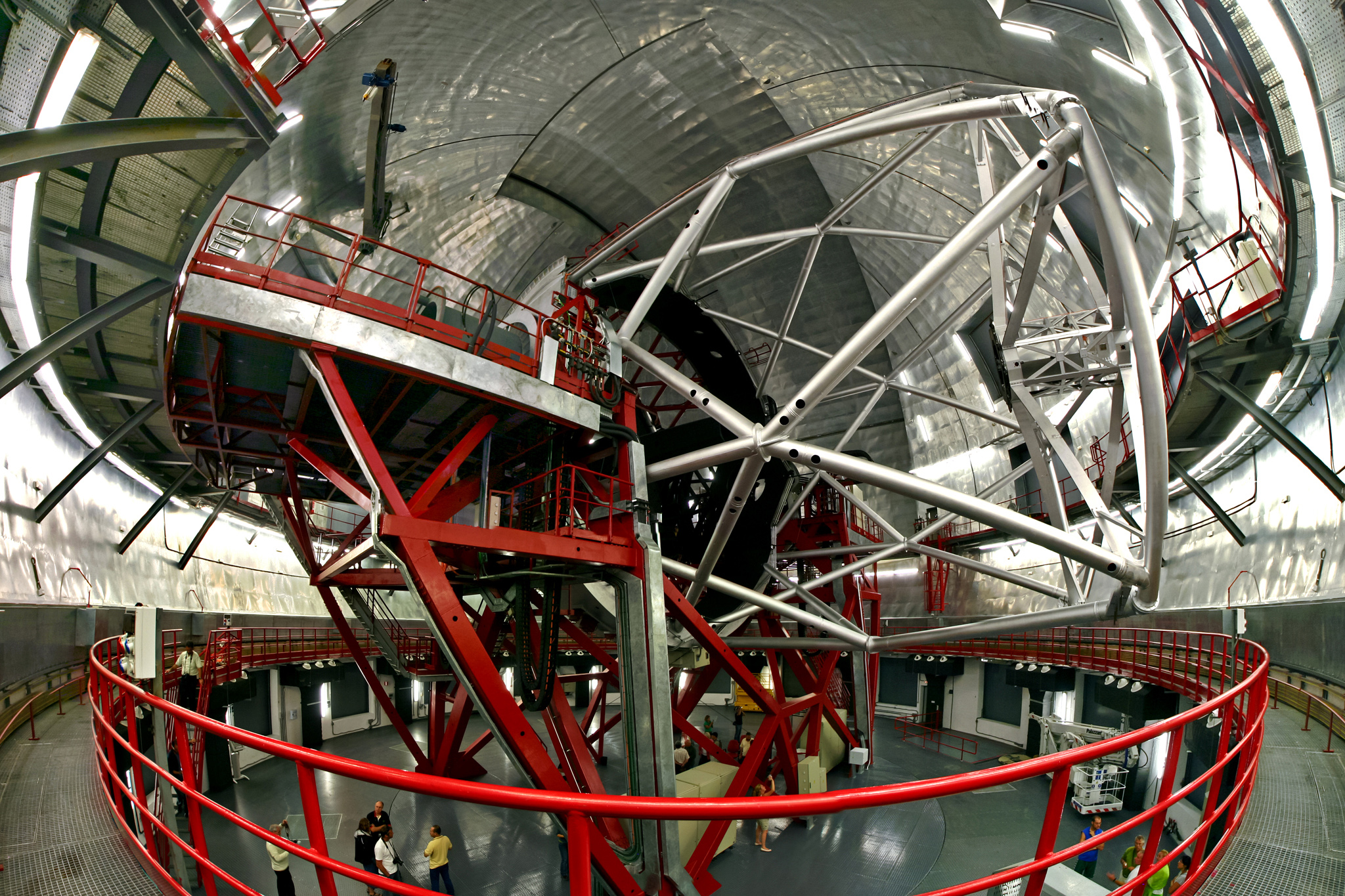
El GRANTECAN.

El telescopi observa la llum visible i infraroja procedent de l'espai i té un mirall primari de 10,4 metres, segmentat en 36 peces hexagonals vitroceràmiques, d'1,9 m entre vèrtexs, 8 cm de grossor, i 470 kg de pes cadascun. El sistema òptic es completa amb dos miralls (secundari i terciari) que formen la imatge a set estacions focals. Els miralls estan construïts amb un material especial fabricat a Alemanya per l'empresa Schott anomenat Zerodur, un tipus de vitroceràmica de coeficient de dilatació quasi nul i, per tant, evita que les imatges sofreixin deformacions. El seu poliment es va fer amb un límit d'error superficial de 15 nanòmetres (milionèsima de mil·límetre), és a dir, una grandària 3.000 vegades més fi que un cabell humà.
Per recollir les dades estarà equipat amb els següents instruments:
- Primera generació:
  - OSIRIS: càmera i espectròmetre de resolució baixa i intermèdia, operant en el rang visible.
  - CanariCam: càmera i espectròmetre en l'infraroig tèrmic.
- Segona generació:
  - EMIR: espectròmetre multiobjecte per treballar en l'infraroig.
  - FRIDA: càmera-espectròmetre per a l'infraroig proper que aprofitarà el feix corregit pel sistema d'òptica adaptativa.